# Li Bingjie
Dans ce nom chinois, le nom de famille, Li, précède le nom personnel.
Pour les articles homonymes, voir Li.
Li Bingjie, née le 3 mars 2002, est une nageuse chinoise, spécialiste de la nage libre.

## Biographie
Originaire d'une famille de sportifs, ses parents sont tous les deux d'anciens nageurs de niveau national. Elle débute la natation à l'âge de 7 ans et la compétition à l'échelle nationale en 2013.
Aux championnats nationaux de Chine en 2017, elle bat deux records d'Asie, celui du 400 m nage libre en 4 min 1 s 75 et celui du 1 500 m nage libre en 15 min 52 s 87.
Li Bingjie fait ses débuts lors des Championnats du monde de natation 2017 où elle remporte trois médailles : l'argent au 800 m nage libre et au 4 × 200 m nage libre ainsi que le bronze au 400 m nage libre. Quelques semaines plus tard, lors de l'étape de la Coupe du monde à Tokyo, elle bat le record du monde junior du 400 m nage libre en 3 min 59 s 14.
En août 2018, aux Jeux asiatiques de 2018 à Jakarta, elle gagne le 200 m nage libre en 1 min 56 s 74 devant sa compatriote Yang Junxuan et la Japonaise Chihiro Igarashi. Elle finit également deuxième du 800 m et du 1 500 m nage libre derrière sa compatriote Wang Jianjiahe.
Aux Championnats du monde de natation en petit bassin 2018 à Hangzhou, elle remporte avec ses coéquipières le 4 × 200 m nage libre, battant alors le record d'Asie de la distance en 7 min 34 s 08. En individuel, elle arrive troisième du 400 m nage libre en 3 min 57 s 99 derrière l'Australienne Ariarne Titmus et sa compatriote Wang Jianjiahe.

## Palmarès

### Championnats du monde
- Championnats du monde 2017 à Budapest ( Hongrie) :
  -  médaille d'argent du 800 m nage libre
  -  médaille d'argent du 4 × 200 m nage libre
  -  médaille de bronze du 400 m nage libre

- Championnats du monde 2023 à Fukuoka ( Japon) :
  -  Médaille d'argent du 800 m nage libre
  -  médaille de bronze du 1 500 m nage libre
  -  médaille de bronze du 4 × 200 m nage libre

- Championnats du monde 2024 à Doha ( Qatar) :
  -  médaille d'or du 4 × 200 m nage libre
  -  médaille d'or du 4 × 100 m nage libre mixte
  -  Médaille d'argent du 400 m nage libre
  -  Médaille d'argent du 1 500 m nage libre

- Championnats du monde 2025 à Singapour :
  -  Médaille d'argent du 400 m nage libre
  -  Médaille d'argent du 200 m nage libre
  -  médaille de bronze du 4 × 200 m nage libre

### Championnats du monde en petit bassin
- Championnats du monde en petit bassin 2021 à Abou Dabi ( Émirats arabes unis) :
  -  médaille d'or du 400 m nage libre
  -  médaille d'or du 800 m nage libre

- Championnats du monde en petit bassin 2018 à Hangzhou ( Chine) :
  -  médaille d'or du 4 × 200 m nage libre
  -  médaille de bronze du 400 m nage libre

### Jeux asiatiques
- Jeux asiatiques de 2018 à Jakarta ( Indonésie) :
  -  médaille d'or du 200 m nage libre
  -  médaille d'argent du 800 m nage libre
  -  médaille d'argent du 1 500 m nage libre

## Records

### Record du monde battu
Ce tableau détaille le record du monde battu par Li Bingjie.
| Épreuve                          | Temps         | Compétition                       | Lieu         | Date            |
| 400 m nage libre en petit bassin | 3 min 51 s 30 | Championnats de Chine de natation | Pékin, Chine | 27 octobre 2022 |